# Panularan
Panularan is een bestuurslaag in het regentschap Surakarta van de provincie Midden-Java, Indonesië. Panularan telt 7868 inwoners (volkstelling 2010).